# Neothyris compressa
Neothyris compressa är en armfotingsart som beskrevs av Neall 1972. Neothyris compressa ingår i släktet Neothyris och familjen Terebratellidae. Inga underarter finns listade i Catalogue of Life.